# La Politica può essere Diversa
La Politica può essere Diversa - Partito Verde d'Ungheria (in ungherese: Lehet Más a Politika - Magyarország Zöld Pártja, abbreviato LMP) è un partito politico ecologista, ecoliberale e socioliberale attivo in Ungheria dal 2009.

## Ideologia
Di matrice centrista, la sua ideologia è quella del liberalismo verde.
In sede europea aderisce al Partito Verde Europeo. L'unico eurodeputato eletto, in seguito alle elezioni europee del 2014, ha aderito al gruppo Verdi/ALE per la durata della legislatura.

## Storia
Il nome del partito (Lehet Más a Politika, ossia "La politica può essere diversa") deriva dallo slogan del festival Ökofeszt, incentrato sul tema dell'ecosostenibilità e svoltosi a Budapest nel 2005.
I temi principali attorno a cui ruota il programma di LMP sono la protezione dell'ambiente, lo sviluppo sostenibile e la lotta alla corruzione dell'attuale classe politica ungherese.
Alle elezioni europee del 2009 ottiene il 2,61% senza però riuscire ad avere alcun eletto.
Nelle elezioni parlamentari del 2010 entra per la prima volta in parlamento attestandosi al 7,47% (superando quindi la soglia di sbarramento del 5%) e conquistando 16 seggi.
Il partito subisce però una flessione nelle elezioni parlamentari del 2014 attestandosi al 5,26%, superando la soglia di sbarramento ma ottenendo soltanto 5 seggi.
Alle elezioni europee del 2014 ottiene per la prima volta un seggio al parlamento europeo. Il deputato eletto, Tamás Meszerics, aderisce al gruppo Verdi/ALE. Alle elezioni del 2019 il partito perde l'unico seggio.
Alle elezioni parlamentari del 2018 il partito conquista 3 seggi in più, classificandosi con un totale di 8 seggi su 199 come quarta lista per numero di voti complessivi (404.429) e quinto partito per numero di seggi in Assemblea nazionale.
Nel 2020 il partito ha cambiato il proprio nome in LMP – Magyarország Zöld Pártja, esplicitando la dicitura "Partito Verde d'Ungheria".

## Loghi

Fino al 2014
Dal 2014

## Risultati elettorali
| Elezione          | Voti                    | %                       | Seggi    | Schieramento |
| ----------------- | ----------------------- | ----------------------- | -------- | ------------ |
| Europee 2009      | 75.522                  | 2,61                    | 0 / 22   | -            |
| Parlamentari 2010 | 383.876                 | 7,48                    | 16 / 386 | Opposizione  |
| Parlamentari 2014 | 269.414                 | 5,34                    | 5 / 199  | Opposizione  |
| Europee 2014      | 116.904                 | 5,04                    | 1 / 21   | -            |
| Parlamentari 2018 | 404.429                 | 7,10                    | 8 / 199  | Opposizione  |
| Europee 2019      | 75.498                  | 2,18                    | 0 / 21   | -            |
| Parlamentari 2022 | in Uniti per l'Ungheria | in Uniti per l'Ungheria | 5 / 199  | Opposizione  |
| Europee 2024      | 39.646                  | 0,87                    | 0 / 21   | -            |